# Úrvalsdeild kvenna 2013
La Úrvalsdeild kvenna 2013, indicata ufficialmente Pepsi deild kvenna 2013 per ragioni di sponsorizzazione, è stata la 43ª edizione della massima divisione del campionato islandese femminile di calcio.
Il campionato è stato vinto dallo Stjarnan, per la seconda volta nella sua storia sportiva, totalizzando 54 punti, grazie a tutti i 18 incontri vinti durante la stagione.

## Stagione

### Novità
Dalla Úrvalsdeild kvenna 2013 erano stati retrocessi il Fylkir e il KR Reykjavík, mentre dalla 1. deild kvenna erano stati promossi lo HK/Víkingur e il Þróttur.

### Formula
Le dieci squadre partecipanti si sono affrontate in un girone all'italiana con partite di andata e ritorno per un totale di 18 giornate. La prima classificata è campione d'Islanda ed è ammessa alla UEFA Women's Champions League 2014-2015. Le ultime due classificate sono retrocesse in 1. deild kvenna.

## Squadre partecipanti
| Club             | Città          | Stadio             | Stagione precedente                         |
| ---------------- | -------------- | ------------------ | ------------------------------------------- |
| Afturelding      | Mosfellsbær    | N1-völlurinn Varmá | 7º posto in Úrvalsdeild                     |
| Breiðablik       | Kópavogur      | Kópavogsvöllur     | 5º posto in Úrvalsdeild                     |
| FH Hafnarfjarðar | Hafnarfjörður  | Kaplakrikavöllur   | 6º posto in Úrvalsdeild                     |
| HK/Víkingur      | Reykjavík      | Víkingsvöllur      | 2º posto nel girone B della 1. deild kvenna |
| ÍBV Vestmannæyja | Vestmannaeyjar | Hásteinsvöllur     | 2º posto in Úrvalsdeild                     |
| Selfoss          | Selfoss        | Jáverk-völlurinn   | 8º posto in Úrvalsdeild                     |
| Stjarnan         | Garðabær       | Samsung völlurinn  | 3º posto in Úrvalsdeild                     |
| Þór/KA           | Akureyri       | Thórsvöllur        | Campione d'Islanda                          |
| Þróttur          | Reykjavík      | Valbjarnarvöllur   | 2º posto nel girone A della 1. deild kvenna |
| Valur            | Reykjavík      | Valsvöllur         | 4º posto in Úrvalsdeild                     |

## Classifica finale
Fonte: sito ufficiale.
|                    | Pos. | Squadra          | Pt | G  | V  | N | P  | GF | GS | DR  |
| ------------------ | ---- | ---------------- | -- | -- | -- | - | -- | -- | -- | --- |
| Islanda (bandiera) | 1.   | Stjarnan         | 54 | 18 | 18 | 0 | 0  | 69 | 6  | +63 |
|                    | 2.   | Valur            | 39 | 18 | 12 | 3 | 3  | 53 | 20 | +33 |
|                    | 3.   | ÍBV Vestmannæyja | 37 | 18 | 12 | 1 | 5  | 43 | 25 | +18 |
|                    | 4.   | Þór/KA           | 30 | 18 | 8  | 6 | 4  | 38 | 24 | +14 |
|                    | 5.   | Breiðablik       | 29 | 18 | 9  | 2 | 7  | 38 | 32 | +6  |
|                    | 6.   | Selfoss          | 21 | 18 | 6  | 3 | 9  | 19 | 33 | +14 |
|                    | 7.   | FH Hafnarfjarðar | 17 | 18 | 4  | 5 | 9  | 35 | 44 | -9  |
|                    | 8.   | Afturelding      | 14 | 18 | 4  | 2 | 12 | 17 | 45 | -28 |
|                    | 9.   | HK/Víkingur      | 14 | 18 | 4  | 2 | 12 | 20 | 52 | -32 |
|                    | 10.  | Þróttur          | 3  | 18 | 1  | 0 | 17 | 13 | 64 | -51 |

Legenda:
      Campione d'Islanda e ammesso in UEFA Women's Champions League 2014-2015.
      Retrocesso in 1. deild kvenna.
Note:
Tre punti a vittoria, uno a pareggio, zero a sconfitta.
A parità di punti:
- Squadre classificate con la differenza reti;
- Maggior numero di gol realizzati;
- Punti negli scontri diretti;
- Differenza reti negli scontri diretti;
- Maggior numero di gol realizzati in trasferta negli scontri diretti.

## Risultati

### Tabellone
|                  | Aft  | Bre  | FH   | HKV  | ÍBV  | Sel  | Stj  | Tór  | Thr  | Val  |
| ---------------- | ---- | ---- | ---- | ---- | ---- | ---- | ---- | ---- | ---- | ---- |
| Afturelding      | –––– | 0-3  | 5-2  | 3-0  | 0-3  | 0-2  | 0-3  | 0-1  | 2-0  | 0-1  |
| Breiðablik       | 1-2  | –––– | 2-2  | 3-0  | 3-1  | 4-1  | 1-2  | 1-5  | 5-0  | 1-0  |
| FH Hafnarfjarðar | 4-1  | 3-1  | –––– | 1-2  | 1-3  | 1-2  | 1-3  | 2-2  | 5-2  | 1-3  |
| HK/Vikingur      | 2-1  | 3-4  | 2-2  | –––– | 0-1  | 1-2  | 0-5  | 1-4  | 4-1  | 0-3  |
| ÍBV Vestmannæyja | 5-0  | 3-1  | 1-0  | 7-2  | –––– | 3-0  | 0-3  | 3-2  | 4-0  | 1-2  |
| Selfoss          | 0-0  | 1-3  | 0-0  | 0-0  | 1-2  | –––– | 0-2  | 1-2  | 4-2  | 0-4  |
| Stjarnan         | 5-1  | 6-0  | 7-0  | 6-0  | 3-0  | 4-0  | –––– | 3-0  | 3-0  | 4-0  |
| Þór/KA           | 1-1  | 1-1  | 1-1  | 3-1  | 3-1  | 1-3  | 1-2  | –––– | 5-0  | 2-2  |
| Þróttur          | 1-0  | 0-3  | 2-6  | 0-2  | 1-2  | 0-2  | 1-2  | 1-4  | –––– | 1-5  |
| Valur            | 7-0  | 2-1  | 5-3  | 6-0  | 3-3  | 4-0  | 0-2  | 0-0  | 6-1  | –––– |

## Statistiche

### Classifica marcatrici
Statistiche tratte dal sito ufficiale ksi.is e soccerway.com
| Gol | Rigori |  | Giocatore                     | Squadra          |
| --- | ------ |  | ----------------------------- | ---------------- |
| 28  |        |  | Harpa Þorsteinsdóttir         | Stjarnan         |
| 17  | 3      |  | Elín Metta Jensen             | Valur            |
| 16  |        |  | Danka Podovac                 | Stjarnan         |
| 13  |        |  | Shaneka Gordon                | ÍBV Vestmannæyja |
| 12  |        |  | Ashlee Hincks                 | FH Hafnarfjarðar |
| 11  | 1      |  | Guðmunda Brynja Óladóttir     | Selfoss          |
| 11  | 3      |  | Bryndís Jóhannesdóttir        | ÍBV Vestmannæyja |
| 9   |        |  | Sandra María Jessen           | Þór/KA           |
| 9   |        |  | Greta Mjöll Samúelsdóttir     | Breiðablik       |
| 9   |        |  | Dóra María Lárusdóttir        | Valur            |
| 8   | 2      |  | Rakel Hönnudóttir             | Breiðablik       |
| 8   |        |  | Telma Hjaltalín Þrastardóttir | Afturelding      |